# Monts Sacramento (Nouveau-Mexique)
Pour les articles homonymes, voir Sacramento (homonymie).
Les monts Sacramento (anglais : Sacramento Mountains) sont une chaîne de montagnes du Nouveau-Mexique, aux États-Unis. Ils culminent à 3 634 mètres d'altitude au pic Sierra Blanca.